# 田中泰延
田中 泰延（たなか ひろのぶ、1969年10月23日 - ）は、日本のコピーライター、ライター。大阪府出身。 

## 人物
高校時代からビジネスに関心をもち、早稲田大学第二文学部1年の時に、川田尚吾、玉置真理、高橋広敏らの学生企業グループに加わるが、ほどなくして脱落し、以降、在学中はもっぱらトラック運転手をして金を稼いでいた。1993年に新卒で電通に入社し、おもに関西支社に勤務。 
電通在籍時には、一貫してクリエーティブ局でコピーライター、CMプランナーとして働き、象印マホービンやエスエスケイなどを手がけていたが、24年間勤務した後2016年に退職し、2017年から「青年失業家」と称し、フリーランスで活動。この肩書きは、田中より3歳年下であるサイバーエージェントの藤田晋が、当時43歳にもかかわらず「青年実業家」とテレビで紹介されていたことに因んでいる。また、「ひろのぶ党党首」とも称している。 
電通在職中の2015年に、ウェブサイト「街角のクリエイティブ」に映画評論を依頼されたことがきっかけで、同サイトに「田中泰延のエンタメ新党」を連載開始、ライター業をスタート。後に、「エンタメ新党」を読んだ滋賀県の広報担当者からの依頼で、石田三成に関するコラム「秒速で1億円稼ぐ武将 石田三成 〜すぐわかる石田三成の生涯〜 」を執筆。このコラムは東京コピーライターズクラブの2018年版年鑑に掲載された。1万字を超えるコラムが掲載されたことについて、田中は「日本最長の「広告コピー」ではないかと思っている」と述べている。 
ウェブでの寄稿が増えていくにつれ、出版社から原稿のオファーが増えたが、企画書の内容がどれもバズや金儲けなどの「思ってもみなかった」内容であったことから全て辞退していた。そんな中、ダイヤモンド社の編集者である今野良介から長文のオファーメールが度々届き、前述の企画書と比べると「だいぶましなようだ。だが、わけがわからない」と考えた田中は、同じくダイヤモンド社で『嫌われる勇気』を出版していた古賀史健と、コピーライターとして親交があった糸井重里に相談。二人から反対されなかったため「いやいやながら引き受け」、2019年6月、ダイヤモンド社から初の著書『読みたいことを、書けばいい。人生が変わるシンプルな文章術』を発売した。発売から1年の時点で、発行部数は16万部に到達している。2021年9月、同じくダイヤモンド社から『会って、話すこと。自分のことはしゃべらない。相手のことも聞き出さない。人生が変わるシンプルな会話術』を発売した。

## 著書

### 単著
- 『読みたいことを、書けばいい。』ダイヤモンド社、2019年6月12日。ISBN 978-4-478-10722-5。

- 『会って、話すこと。』ダイヤモンド社、2021年9月14日。ISBN 978-4-478-11262-5。